# Інтрогресія
Інтрогресія, також відома як інтрогресивна гібридизація, в генетиці — переміщення гена від одного виду до генофонду іншого через повторне зворотне схрещування міжвидового гібрида з одним із батьківських видів. Цілеспрямована інтрогресія — це довготривалий процес; може знадобитися багато гібридних поколінь, перш ніж відбудеться зворотне схрещування.
Інтрогресія відрізняється від простої гібридизації. Інтрогресія призводить до утворення складної суміші батьківських генів, тоді як проста гібридизація призводить до одноріднішої суміші, яка в першому поколінні буде рівномірною сумішшю двох батьківських видів.

## Визначення
Інтрогресія або інтрогресивна гібридизація — це уміщення (зазвичай через гібридизацію та зворотне схрещування) алелів однієї сутності (виду) в генофонд другої, відмінної сутності (виду). Події давньої інтрогресії можуть залишити сліди вимерлих видів у сучасних геномах, це явище називають примарною інтрогресією (англ. ghost introgression).

## Джерело варіації
Інтрогресія є важливим джерелом генетичних змін у природних популяціях і може сприяти адаптації та навіть адаптивній радіації. Є дані про те, що інтрогресія є повсюдним явищем у рослин і тварин, включно з людьми, у яких вона могла ввести алель мікроцефаліну D.
Було висловлено припущення, що історично у домашніх тварин була обмежена кількість ситуацій одомашнення, за якими наступали тривалі періоди інтрогресії, під час яких вони набували генетичний матеріал диких тварин у своїй ДНК.
Було також показано, що інтрогресивна гібридизація відіграє важливу роль в еволюції одомашнених видів сільськогосподарських культур, можливо, надаючи гени, які допомагають їм поширюватися в різних середовищах. 

## Приклади

### Люди
Є вагомі докази внесення генів неандертальців та денисівських людей у частину генофонду анатомічно сучасної людини.

### Метелики
Один з важливих прикладів інтрогресії спостерігався під час досліджень мімікрії метеликів роду Heliconius. Цей рід містить 43 види та багато рас з різними кольоровими малюнками. Види, що належать до одного роду, й ареали яких перекриваються, мають схожі кольорові патерни. Ареали підвидів H. melpomene amaryllis та H. melpomene timareta ssp. nov.  перекриваються.
Застосовуючи тест ABBA/BABA, деякі дослідники спостерігали, що між парами підвидів існує близько 2% до 5% інтрогресії. Важливо те, що інтрогресія не є випадковою. Дослідники побачили значну інтрогресію в хромосомах 15 та 18, де знайдені важливі локуси мімікрії (локуси B/D та N/Yb). Вони порівняли обидва підвиди з H. melpomene agalope, який є підвидом, близьким до H. melpomene amaryllis у цілих геномних деревах. Результатом аналізу було те, що між цими двома видами та H. melpomene agalope немає взаємозв'язку в локусах B/D та N/Yb. На додаток, вони провели той самий аналіз з двома іншими видами з розподілами, що перекриваються H. timareta florencia та H. melpomene agalope. Вони продемонстрували інтрогресію між двома таксонами, особливо в локусах B/D та N/Yb.

### Рослини
Інтрогресія спостерігається у кількох видів рослин. Наприклад, вид півників з південної Луїзіани вивчався Arnold & Bennett (1993) щодо підвищеної пристосованості гібридних варіантів.